# Lista do Patrimônio Mundial em Cabo Verde
A Organização das Nações Unidas para a Educação, a Ciência e a Cultura (UNESCO) propôs um plano de proteção aos bens culturais do mundo, através do Comité sobre a Proteção do Património Mundial Cultural e Natural, aprovado em 1972. Esta é uma lista do Patrimônio Mundial existente em Cabo Verde, especificamente classificada pela UNESCO e elaborada de acordo com dez principais critérios cujos pontos são julgados por especialistas na área. Cabo Verde, um arquipélago na costa atlântica do continente africano cujo legado cultural abrange uma rica influência da cultura portuguesa, ratificou a convenção em 28 de abril de 1988, tornando seus locais históricos elegíveis para inclusão na lista.
O sítio Cidade Velha, Centro Histórico de Ribeira Grande foi o primeiro local de Cabo Verde incluído na lista do Patrimônio Mundial por ocasião da 33ª Sessão do Comité do Património Mundial, realizada em Sevilha (Espanha) em 2009. Atualmente, o sítio permanece como a única inscrição do país reconhecida pela UNESCO. 

## Bens culturais e naturais
Cabo Verde possui atualmente com os seguintes lugares declarados como Patrimônio da Humanidade pela UNESCO:
| | Cidade Velha, Centro Histórico de Ribeira Grande |
| Bem cultural inscrito em 2009. |                                                  |
| Localização: Ribeira Grande de Santiago |                                                  |
| A cidade de Ribeira Grande, rebatizada com o nome de Cidade Velha em fins do século XVIII, foi o primeiro estabelecimento colonial europeu situado na zona tropical. Situada na porção meridional da Ilha de Santiago, esta cidade conserva parte de seu traçado urbano primitivo, no qual subsistem edifícios e espaços admiráveis: duas igrejas, uma fortaleza real e a Praça da Picota com seus pelourinho de mármore esculpido em estilo manuelino do século XVI. (UNESCO/BPI) |                                                  |

## Lista Indicativa
Em adição aos sítios inscritos na Lista do Patrimônio Mundial, os Estados-membros podem manter uma lista de sítios que pretendam nomear para a Lista de Patrimônio Mundial, sendo somente aceitas as candidaturas de locais que já constarem desta lista. Desde 2016, Cabo Verde possui 8 locais na sua Lista Indicativa.
| “ | O Campo de Concentração do Tarrafal está enraizado nas mentes dos portugueses, angolanos, guinéus e cabo-verdianos como o "Campo da Morte Lenta". Durante mais de trinta anos de operação, foi sido utilizado para a prática dos crimes mais hediondos, deixando cicatrizes físicas e psicológicas irreversíveis naqueles que se opuseram corajosamente à ordem política e social existente do Estado Novo (ditadura portuguesa). | ” |

| “ | O centro histórico da Praia corresponde a um centro de população primitiva de 15 ha de superfície, localizado no planalto naturalmente fortificado de Santa Maria da Vitória, com vista para o porto de mesmo nome, onde a cidade foi formada. Considerado desde o início como um local militar estratégico, este local permitiu o controle das atividades marítimas e comerciais na região. O local, testemunho do passado colonial cabo-verdano, consiste em muitas infraestruturas de tipo administrativo, militar e religioso bem preservado e confinado neste pequeno espaço. | ” |

| “ | A ilha de Fogo ou a ilha de São Filipe, como era conhecida na época de sua descoberta em 1460 pelos portugueses, foi a segunda ilha a ser povoada em Cabo Verde, entre 1470 e 1490. Sua ocupação foi iniciada por ricos proprietários da Ribeira Grande (Cidade Velha) e seus escravos, seguindo a carta de limitação de privilégios de 1472 que obrigava os habitantes da ilha de Santiago a comercializar apenas com produtos desta ilha na costa africana. | ” |

| “ | O Parque Natural de Cova, Paul e Ribeira da Torre (PNCPRT) está localizado na zona norte da ilha de Santo Antão, mais precisamente no nordeste, em uma área de encruzilhada dos três municípios, compreendendo: Porto Novo 15,1% (316 ha), Paúl 42,6% (891 ha) e Ribeira Grande de 42,3% (885 ha). | ” |

| “ | A ilha de Sal, pertencente ao grupo de ilhas do chamado "Barlovento", foi descoberta em 1460 pelos portugueses. Sal permaneceu desabitada até o final do século XVIII devido à sua extrema aridez e foi usado esporadicamente para pastagem, pesca e extração de sal. | ” |

| “ | A cidade de Nova Sintra, na pequena ilha de Brava, de 64km², permanece viva no tempo como um vestígio de um modo de vida semi-rural tradicional, caracterizado por casas do século XIX impregnadas de jardins cultivados com o objetivo de subsistência e um layout urbano climatizado aos jardins e paisagístico com árvores. | ” |

| “ | O complexo de áreas protegidas das ilhotas Santa Luzia e Branco e Raso é composto pela Reserva Natural santa Luzia e pela Reserva Integral de Ilhéus Branco e Raso. Essas ilhas, descobertas em 1461 pelos portugueses, sempre foram desabitadas, com exceção de Santa Luzia, habitada por um período na décima nona e primeira metade do século XX. Posteriormente, outras tentativas de assentamento da ilha ocorreram sem sucesso. | ” |

| “ | O Parque Natural do Fogo está localizado na parte central da Ilha do Fogo e consiste no vulcão, na cratera, na Bordeira e no perímetro da floresta de Monte Velha. O parque tem uma área de 8.468,5 hectares e está localizado na confluência de três municípios: São Filipe (1861 ha: 22% do Parque), Santa Catarina (4.237 ha: 50% do Parque) e Mosteiros (2370 ha: 28% do Parque). O vulcão de Fogo, que dá nome a esta ilha, tem 2.829 metros de altitude e é o ponto mais alto de Cabo Verde. | ” |